# Mistrovství Severní Ameriky a Oceánie v rychlobruslení žen
Mistrovství Severní Ameriky a Oceánie v rychlobruslení žen pořádá Mezinárodní bruslařská unie každoročně od roku 1999. Šampionáty jsou společné s mužským mistrovstvím. Závodí se v malém čtyřboji, tedy na tratích 500, 1 500, 3 000 a 5 000 m.

## Medailistky
| Rok  | Místo          | Zlato                 | Stříbro               | Bronz                    |
| ---- | -------------- | --------------------- | --------------------- | ------------------------ |
| 1999 | Milwaukee      | Jennifer Rodriguezová | Cindy Overlandová     | Kristina Grovesová       |
| 2000 | Calgary        | Cindy Overlandová     | Cindy Klassenová      | Jennifer Rodriguezová    |
| 2001 | Milwaukee      | Jennifer Rodriguezová | Cindy Klassenová      | Kristina Grovesová       |
| 2002 | Sainte-Foy     | Kristina Grovesová    | Catherine Raneyová    | Ann Driscollová          |
| 2003 | Salt Lake City | Cindy Klassenová      | Clara Hughesová       | Kristina Grovesová       |
| 2004 | Calgary        | Kristina Grovesová    | Clara Hughesová       | Catherine Raneyová       |
| 2005 | Salt Lake City | Cindy Klassenová      | Clara Hughesová       | Kristina Grovesová       |
| 2006 | Calgary        | Cindy Klassenová      | Kristina Grovesová    | Catherine Raneyová       |
| 2007 | Milwaukee      | Kristina Grovesová    | Clara Hughesová       | Christine Nesbittová     |
| 2008 | Calgary        | Cindy Klassenová      | Christine Nesbittová  | Kristina Grovesová       |
| 2009 | Salt Lake City | Kristina Grovesová    | Brittany Schusslerová | Nancy Swiderová-Peltzová |
| 2010 | Calgary        | Kristina Grovesová    | Cindy Klassenová      | Jilleanne Rookardová     |
| 2011 | Salt Lake City | Cindy Klassenová      | Jilleanne Rookardová  | Brittany Schusslerová    |
| 2012 | Calgary        | Brittany Schusslerová | Jilleanne Rookardová  | Cindy Klassenová         |
| 2013 | Salt Lake City | Ivanie Blondinová     | Brittany Schusslerová | Kali Christová           |

## Medailové pořadí závodnic
V tabulce jsou uvedeny pouze závodnice, které získaly nejméně 1 zlatou medaili.
| Pořadí | Jméno                 | Zlato | Stříbro | Bronz | Celkem |
| ------ | --------------------- | ----- | ------- | ----- | ------ |
| 1.     | Cindy Klassenová      | 5     | 3       | 1     | 9      |
| 2.     | Kristina Grovesová    | 5     | 1       | 5     | 11     |
| 3.     | Jennifer Rodriguezová | 2     | 0       | 1     | 3      |
| 4.     | Brittany Schusslerová | 1     | 2       | 1     | 4      |
| 5.     | Cindy Overlandová     | 1     | 1       | 0     | 2      |
| 6.     | Ivanie Blondinová     | 1     | 0       | 0     | 1      |

## Medailové pořadí zemí
| Pořadí | Země   | Zlato | Stříbro | Bronz | Celkem |
| ------ | ------ | ----- | ------- | ----- | ------ |
| 1.     | Kanada | 13    | 12      | 89    | 34     |
| 2.     | USA    | 2     | 3       | 6     | 11     |